# Havana Brown
Havana Brown, pseudonimo di Angelique Meunier (Melbourne, 14 febbraio 1985), è una disc jockey, produttrice discografica e cantante australiana.

## Biografia
Nata a Melbourne da genitori originari dell'isola di Rodrigues con discendenze francesi, la Brown si avvicinò alla musica come apri concerto per alcune cantanti famose fra cui Rihanna, Pussycat Dolls e Britney Spears.
Nel 2011 pubblicò il suo primo lavoro, un singolo intitolato We Run the Night; con questo brano la Brown raggiunse la quinta posizione nelle ARIA Charts e venne certificata tre volte platino dall'Australian Recording Industry Association. Pochi mesi dopo il singolo venne inciso in una nuova versione con la partecipazione del rapper Pitbull e fu distribuito nel mercato statunitense, dove raggiunse il primo posto nella Hot Dance Club Play, oltre ad entrare in varie altre classifiche nel resto del mondo.
Nel 2012 venne distribuito il primo EP della Brown, intitolato When the Lights Go Out; da questo lavoro venne estratto un altro singolo, Big Banana, che raggiunse l'ottavo posto nella Hot Dance Club Play e il quindicesimo nella Hot Dance/Electronic Songs. Nello stesso anno la cantante venne scelta per partecipare agli ABU Song Festivals 2012 in rappresentanza dell'Australia.
L'album in studio di debutto della Brown, Flashing Lights, venne messo in commercio nel 2013. Dall'album, che raggiunse il sesto posto nelle classifiche australiane, vennero estratti due singoli: Flashing Lights e Warrior, entrambi piazzatisi al primo posto nella Hot Dance Club Play. Nel 2013, vince ben due Poprepublic.tv IT List Award nelle categorie di miglior dj del 2012 e miglior dj remixer sempre dello stesso anno.

## Discografia

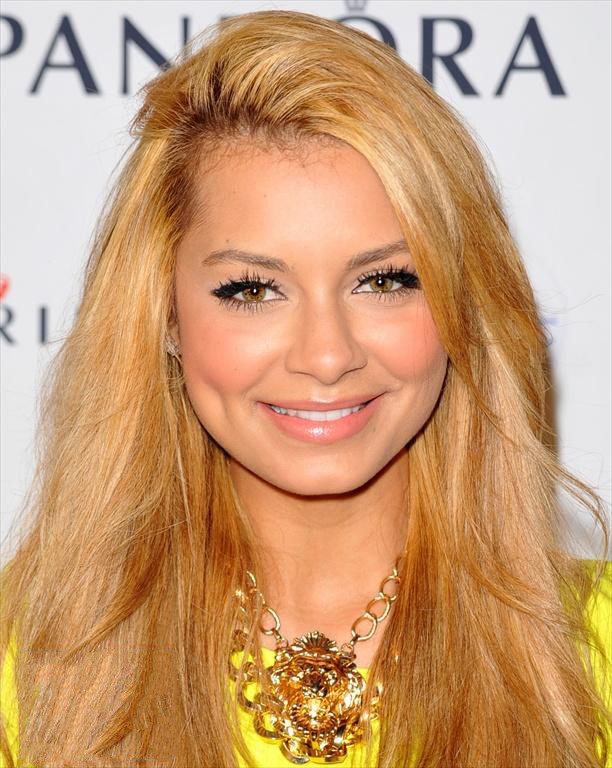
Havana Brown

### Album
- 2013: Flashing Lights

### EP
- 2012: When the Lights Go Out

### Singoli
- 2011: We Run the Night
- 2011: Get It
- 2012: You'll Be Mine (featuring R3hab)
- 2012: Big Banana
- 2013: Spread a Little Love
- 2013: Flashing Lights
- 2013: Warrior
- 2014: Whatever We Want
- 2014: Better Not Said
- 2015: No Ordinary Love
- 2015: Bullet Blowz
- 2015: Battle Cry
- 2015: Ba*Bing
- 2016: Like Lightning (featuring Dawin)
- 2018: Glimpse (featuring Rich the Kid)

### Tour (come artista di supporto)
- Rihanna's Good Girl Gone Bad Tour: Australian leg (2008)
- The Pussycat Dolls Doll Domination Tour: Australian leg (2009)
- Britney Spears's Circus Tour: Europe and Australia legs (select dates) (2009)
- Chris Brown's F.A.M.E. Tour: Australian leg (2011)
- Enrique Iglesias's Euphoria Tour: Australian leg (2011)
- Pitbull's Planet Pit World Tour: Australian leg (2012)
- Bruno Mars's The Moonshine Jungle Tour: Las Vegas (2014)